# Coolidge (Kansas)
Coolidge es una ciudad ubicada en el de condado de Hamilton en el estado estadounidense de Kansas. En el año 2010 tenía una población de 95 habitantes y una densidad poblacional de 636 personas por km².

## Geografía
Coolidge se encuentra ubicada en las coordenadas 38°2′32″N 102°0′37″O / 38.04222, -102.01028 (38.042318, -102.010210).

## Demografía
Según la Oficina del Censo en 2000 los ingresos medios por hogar en la localidad eran de $36,250 y los ingresos medios por familia eran $36,250. Los hombres tenían unos ingresos medios de $22,000 frente a los $26,250 para las mujeres. La renta per cápita para la localidad era de $17,485. Alrededor del 3.0% de la población estaban por debajo del umbral de pobreza.